# Devan Dubnyk
Devan Dubnyk (* 4. května 1986, Regina, Saskatchewan) je bývalý kanadský profesionální hokejový brankář, který odehrál v NHL přes 500 utkání.

## Kariéra
Dubnyk strávil juniorskou kariéru v týmu Kamloops Blazers v lize Western Hockey League. V roce 2004 obdržel cenu CHL Scholastic Player of the Year jako hokejista, který nejlépe kombinuje kvalitní sportovní a studijní výsledky. Byl členem kanadské juniorské reprezentace na MS juniorů 2006 ve Vancouveru, kde vyhráli zlaté medaile. Dubnyk, ale jako náhradník za Justinem Poggém, nenastoupil k žádnému zápasu.
Dubnyk začal svou profesionální kariéru v lize ECHL za tým Stockton Thunder v sezóně 2006/07. V sezóně 2007/08 začal hrát za farmářský tým Edmontonu Oilers – Springfield Falcons v lize American Hockey League, kde chytal tři sezóny. V sezóně 2008/09 vytvořil klubový rekord v zápasech brankáře, které odchytal v jedné sezóně (62).
Na začátku sezóny 2009/10 byl povolán k Oilers do NHL, poté, co se první brankář Edmontonu Nikolaj Chabibulin musel podrobit operaci zad. Dubnyk díky tomu působil po zbytek sezóny jako náhradník Jeffa Drouina-Deslaurierse. Dubnyk debutoval 28. listopadu 2009, když nahradil Deslaurierse při porážce 3:7 s Vancouverem Canucks. První vychytaný vítězný zápas si připsal 19. března 2010 proti Detroitu Red Wings. 13. července 2010 prodloužil s Oilers smlouvu o další dva roky. Devan Dunbyk byl nominován do kanadské reprezentace na MS 2010, ale nechytal v žádném zápase. 7. února 2011 vychytal své první čisté konto, když při vítězství 4:0 pochytal všech 37 střel Nashvillu Predators. Celkem za Edmonton odchytal 171 ligových zápasů, v playoff si ale nezahrál.
15. ledna 2014 byl z Edmontonu vyměněn do týmu Nashvillu Predators, kde měl působit jako náhrada za dlouhodobě zraněného Pekka Rinneho. O dva měsíce později se stěhoval do Montrealu Canadiens, jenže v jeho dresu nenastoupil ani v jednom zápase. 1. července 2014 se přesunul do týmu Arizona Coyotes, kde odchytal devatenáct utkání, aby byl dne 14. ledna 2015 vyměněn za třetí kolo draftu do Minnesoty Wild. Za Wild chytal do konce sezóny 2019/20 a podával za ně své nejlepší výkony. Sezóna 2020/21, během které nastupoval za Colorado Avalanche a San Jose Sharks, byla jeho poslední v NHL. V říjnu 2022 oznámil konec sportovní kariéry.

## Úspěchy

### Individuální úspěchy
- Daryl K. (Doc) Seaman Trophy – 2003/04
- CHL Scholastic Player of the Year – 2003/04
- Bill Masterton Memorial Trophy – 2014/15

### Týmové úspěchy
- Zlato na MSJ – 2006

## Prvenství
- Debut v NHL – 28. listopadu 2009 (Vancouver Canucks proti Edmonton Oilers)
- První inkasovaný gól v NHL – 28. listopadu 2009 (Vancouver Canucks proti Edmonton Oilers, kanadským útočníkem Tanner Glass)
- První vychytaná nula v NHL – 7. února 2011 (Nashville Predators proti Edmonton Oilers)

## Statistiky

### Základní části
| Sezona       | Tým                            | Liga         | Z   | V   | P   | R/Pvp | MIN    | OG    | ČK | POG  | %ChS |
| ------------ | ------------------------------ | ------------ | --- | --- | --- | ----- | ------ | ----- | -- | ---- | ---- |
| 2001–02      | Kamloops Blazers               | WHL          | 3   | 1   | 1   | 0     | 143    | 13    | 0  | 5.45 | .838 |
| 2002–03      | Kamloops Blazers               | WHL          | 26  | 12  | 8   | 1     | 1,279  | 66    | 2  | 3.10 | .907 |
| 2003–04      | Kamloops Blazers               | WHL          | 44  | 20  | 18  | 5     | 2,533  | 106   | 6  | 2.51 | .917 |
| 2004–05      | Kamloops Blazers               | WHL          | 65  | 23  | 34  | 7     | 3,699  | 166   | 6  | 2.69 | .912 |
| 2005–06      | Kamloops Blazers               | WHL          | 54  | 27  | 26  | 1     | 3,207  | 136   | 1  | 2.54 | .912 |
| 2006–07      | Stockton Thunder               | ECHL         | 43  | 24  | 11  | 7     | 2,529  | 108   | 2  | 2.56 | .921 |
| 2006–07      | Wilkes-Barre/Scranton Penguins | AHL          | 4   | 2   | 1   | 0     | 204    | 10    | 0  | 2.94 | .855 |
| 2007–08      | Springfield Falcons            | AHL          | 33  | 9   | 17  | 0     | 1772   | 92    | 0  | 3.12 | .904 |
| 2008–09      | Springfield Falcons            | AHL          | 62  | 18  | 41  | 2     | 3,635  | 180   | 3  | 2.97 | .906 |
| 2009–10      | Springfield Falcons            | AHL          | 33  | 13  | 17  | 2     | 1,985  | 100   | 0  | 3.02 | .915 |
| 2009–10      | Edmonton Oilers                | NHL          | 19  | 4   | 10  | 2     | 1,075  | 64    | 0  | 3.57 | .889 |
| 2010–11      | Edmonton Oilers                | NHL          | 35  | 12  | 13  | 8     | 2,061  | 93    | 2  | 2.71 | .916 |
| 2011–12      | Edmonton Oilers                | NHL          | 47  | 20  | 20  | 3     | 2,653  | 118   | 2  | 2.67 | .914 |
| 2012–13      | Edmonton Oilers                | NHL          | 38  | 14  | 16  | 6     | 2,101  | 90    | 2  | 2.57 | .920 |
| 2013–14      | Edmonton Oilers                | NHL          | 32  | 11  | 17  | 2     | 1,678  | 94    | 2  | 3.36 | .894 |
| 2013–14      | Nashville Predators            | NHL          | 2   | 0   | 1   | 1     | 124    | 9     | 0  | 4.35 | .850 |
| 2013–14      | Hamilton Bulldogs              | AHL          | 8   | 2   | 5   | 1     | 415    | 23    | 2  | 3.33 | .893 |
| 2014–15      | Arizona Coyotes                | NHL          | 19  | 9   | 5   | 2     | 1,035  | 47    | 1  | 2.72 | .916 |
| 2014–15      | Minnesota Wild                 | NHL          | 39  | 27  | 9   | 2     | 2,293  | 68    | 6  | 1.78 | .936 |
| 2015–16      | Minnesota Wild                 | NHL          | 67  | 32  | 26  | 6     | 3,862  | 150   | 5  | 2.33 | .918 |
| 2016–17      | Minnesota Wild                 | NHL          | 65  | 40  | 19  | 5     | 3,758  | 141   | 5  | 2.25 | .923 |
| 2017–18      | Minnesota Wild                 | NHL          | 60  | 35  | 16  | 7     | 3,451  | 145   | 5  | 2.52 | .918 |
| 2018–19      | Minnesota Wild                 | NHL          | 67  | 31  | 28  | 6     | 3,856  | 163   | 2  | 2.54 | .913 |
| 2019–20      | Minnesota Wild                 | NHL          | 30  | 12  | 15  | 2     | 1,665  | 93    | 1  | 3.35 | .890 |
| 2020–21      | San Jose Sharks                | NHL          | 17  | 3   | 9   | 2     | 888    | 47    | 1  | 3.18 | .898 |
| 2020–21      | Colorado Avalanche             | NHL          | 5   | 3   | 2   | 0     | 295    | 16    | 0  | 3.26 | .886 |
| 2021–22      | Charlotte Checkers             | AHL          | 4   | 2   | 2   | 0     | 236    | 14    | 0  | 3.55 | .869 |
| Celkem v NHL | Celkem v NHL                   | Celkem v NHL | 542 | 253 | 206 | 54    | 30,793 | 1,338 | 33 | 2.61 | .914 |

### Play-off
| Sezona       | Tým              | Liga         | Z  | V | P  | MIN   | OG | ČK | POG  | %ChS |
| ------------ | ---------------- | ------------ | -- | - | -- | ----- | -- | -- | ---- | ---- |
| 2003–04      | Kamloops Blazers | WHL          | 4  | 1 | 3  | 245   | 12 | 0  | 2.94 | .874 |
| 2004–05      | Kamloops Blazers | WHL          | 6  | 2 | 4  | 363   | 22 | 0  | 3.64 | .886 |
| 2006–07      | Stockton Thunder | ECHL         | 6  | 2 | 4  | 395   | 18 | 0  | 2.73 | .913 |
| 2014–15      | Minnesota Wild   | NHL          | 10 | 4 | 6  | 570   | 24 | 1  | 2.53 | .908 |
| 2015–16      | Minnesota Wild   | NHL          | 6  | 2 | 4  | 359   | 20 | 0  | 3.34 | .877 |
| 2016–17      | Minnesota Wild   | NHL          | 5  | 1 | 4  | 323   | 10 | 1  | 1.86 | .925 |
| 2017–18      | Minnesota Wild   | NHL          | 5  | 1 | 4  | 248   | 14 | 0  | 3.39 | .908 |
| Celkem v NHL | Celkem v NHL     | Celkem v NHL | 26 | 8 | 18 | 1,500 | 68 | 2  | 2.72 | .904 |

### Reprezentace
| Rok                       | Tým                       | Soutěž                    | Z | V | P | R | MIN | OG | ČK | POG  | %ChS  |
| ------------------------- | ------------------------- | ------------------------- | - | - | - | - | --- | -- | -- | ---- | ----- |
| 2004                      | Kanada 18                 | MS-18                     | 6 | 3 | 3 | 0 | 357 | 12 | 1  | 2.02 | —     |
| 2011                      | Kanada                    | MS                        | 1 | 0 | 0 | 0 | 14  | 0  | 0  | 0.00 | 1.000 |
| 2012                      | Kanada                    | MS                        | 2 | 2 | 0 | 0 | 120 | 2  | 1  | 1.00 | .956  |
| 2013                      | Kanada                    | MS                        | 4 | 4 | 0 | 0 | 242 | 6  | 0  | 1.48 | .913  |
| Juniorská kariéra celkově | Juniorská kariéra celkově | Juniorská kariéra celkově | 6 | 3 | 3 | 0 | 357 | 12 | 1  | 2.02 | —     |
| Seniorská kariéra celkově | Seniorská kariéra celkově | Seniorská kariéra celkově | 7 | 6 | 0 | 0 | 376 | 8  | 1  | 1.28 | .935  |